# 刘主席语录
刘主席语录是香港自联出版社编印的首任全国人大常委会委员长、第二任中华人民共和国主席刘少奇言论选辑汇编本，1967年6月出版。同时出版的还有《刘少奇选集》，但《语录》的畅销程度远胜于《选集》。

## 编选者簡介
编选者是自联出版社社长、海外中共党史专家（后定居美国）司马璐，1937年6月曾加入中共，到延安任抗大图书馆主任等职；1939年被中央组织部部长陈云派到西安、重庆等地工作。1943年脱党。1949年底移居香港，转向学术研究，分专题撰写出多本中共党史，自办自联出版社，先后出版了自己撰写和选编的12部《中共党史暨文献选粹》以及《瞿秋白传》等专著。他为了让读者了解刘少奇的思想言论，在毛刘思想异同之间有一个比较，编选了《刘少奇选集》、《刘少奇语录》。

## 內容
由于是编者独立而为，受到取材条件限制，当时无法收录刘少奇尚未公开发表的言论，因此所选也不全面、不充分。该《语录》筛选刘少奇各个时期的各式著作、讲话节录，仅110页、190段，共3.4万字。目录编为33类如下：
| - 黨的建設 - 無原則的鬥爭 - 教條主義 - 宗派主義 - 官僚主義 - 個人主義 - 個人崇拜 - 黨內民主 - 黨員修養 - 個體與集體 - 人民民主憲法 | - 從實際出發 - 統一戰線 - 勞動創造歷史 - 土地改革 - 中國工業化 - 走群眾路線 - 向群眾學習 - 人民軍隊 - 人民內部矛盾 - 知識分子 - 百花齊放、百家爭鳴 | - 向社會主義國家學習 - 和平共處 - 和平改造 - 和平過渡 - 全民黨 - 全民國家 - 全民經濟 - 自由化經濟 - 物質刺激 - 真假馬列主義 - 馬恩列斯毛都有錯誤 |
| | | |

侧重论述了有别于毛泽东的和平、反对斗争扩大化、崇尚个人思想修养、重视物质利益等思想。

## 出版
该书64开小型本、红色塑料皮，书名用烫金字，书前面有刘少奇正面半身照片，还有一张“刘主席、毛主席合影”和刘少奇的手迹题词“学习雷锋同志平凡而伟大的共产主义精神。” 目录前有刘少奇简历（录自香港《大公报》1959年5月11日资料）；书后附有刘少奇生平事略及1954年第一屆全國人民代表大會所通過的《中華人民共和國憲法》全文。便于海外读者了解刘的概况。扉页上印的是 “全中国的爱国者，团结起来！”的口号。定价是1.5港元。
该书先后约印五万册，并且还被译为英、法、日多种文字出版。日本有多家出版社争购版权。《劉主席语录》日文版销量曾高达15万册，为日本共产党内拥护刘少奇的“刘派”提供了理论根据。在东西方政治思想文化界引起轰动，为研究中共政治和刘少奇研究者提供了一份可贵的见证。1968年11月1日，中共八屆十二中全会公报决定将刘少奇永远开除出党，撤销其党内外一切职务后，该书销路剧降，并被香港造反派冲进自联出版社门市部纵火全部烧毁。
中国大陆当时在完全对外封闭的条件下，只有通过旧书店收购。

## 評論
香港评论家司马长风说：刘的“好些话非常通情达理”，用该书一些话“来分析批评今天的‘文化大革命’，可收一针见血之效”。伦敦世界新闻社书评则说：该书“是一本刘少奇言论与思想的详实记录”，“多多少少总算揭开了‘毛刘’双方这场你死我活的斗争的一点内幕”。